# Блоґощ
Блоґощ (пол. Błogoszcz) — село в Польщі, у гміні Седльці Седлецького повіту Мазовецького воєводства.
Населення — 187 осіб (2011).
У 1975-1998 роках село належало до Седлецького воєводства.

## Демографія
Демографічна структура станом на 31 березня 2011 року:
|          | Загалом | Допрацездатний вік | Працездатний вік | Постпрацездатний вік |
| -------- | ------- | ------------------ | ---------------- | -------------------- |
| Чоловіки | 87      | 22                 | 58               | 7                    |
| Жінки    | 100     | 26                 | 57               | 17                   |
| Разом    | 187     | 48                 | 115              | 24                   |